# Аверін Юрій Вікторович
Юрій Вікторович Аве́рін (нар. 20 березня 1911, Харків — пом. 10 жовтня 1987, Кишинів) — радянський зоолог, доктор біологічних наук з 1958 року. Син зоолога Віктора Аверіна, чоловік геолога Тетяни Устинової.

## Біографія
Народився 20 березня 1911 року в місті Харкові (нині Україна). Упродовж 1933—1957 років працював у системі Головного управління заповідниками при Раді Міністрів СРСР, зокрема у 1935—1938 роках — у Кавказькому заповіднику, де зібрав матеріал для своєї кандидатської дисертації, видав свої основні роботи з орнітофауни заповідника. 1939 року закінчив біологічний факультет Харківського університету. Невдовзі його, як кандидата наук, запросили завідувати відділом біології в Ільменському заповіднику на Уралі, де він працював два роки. Потім працював у новоствореному Кроноцькому заповіднику на Камчатці. 1946 року переїхав до Москви, а 1948 року — до Сімферополя, куди його запросили виконувати обов'язки завідувача зоологічної лабораторії Кримської філії Академії наук СРСР. У середині 1950-х років захистив докторську дисертацію з птахів Камчатки.
Протягом 1957—1971 роках працював старшим науковим співробітником лабораторії зоології наземних хребетних Інституту зоології Академії наук Молдавської РСР. Помер у Кишиневі 10 жовтня 1987 року.

## Наукова діяльність
Працював у галузях фауністики, зоогеографії, екології птахів і ссавців. Опублікував близько 90 наукових праць, серед них приблизно 60 з фауни Молдови. Серед робіт:
- Наземные позвоночные Восточной Камчатки. / Труды Кроноцкого государственного заповедника. Випуск 1. Москва, 1948;
- Некоторые изменения в составе охотничье-промышленной фауны Молдавии за последние столетия // Охрана природы Молдавии. Кишинів, 1960. Випуск 1;
- Вредные грызуны Молдавии и меры борьбы с ними. Кишинів, 1962;
- Хищные птицы Молдавии и их роль в природе и сельском хозяйстве. Кишинів, 1966;
- Птицы Молдавии. Кишинів, 1970–1971. Томи 1, 2 (у співавторстві з Іваном Ганею);
- Красная книга Молдавской ССР. Кишинів, 1978 (у співавторстві);
- Млекопитающие. Кишинів, 1979 (серія «Животный мир Молдавии», у співавторстві);
- Беречь сокровища природы. Кишинів, 1980 (у співавторстві).